# Gerrit Willem van Yperen

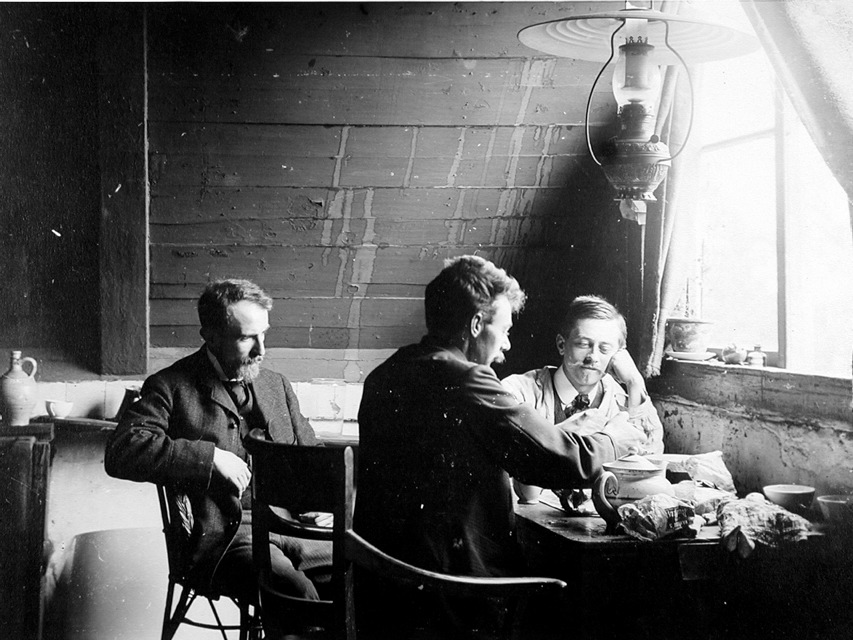
Gerrit van Yperen (rechts)

Gerrit Willem van Yperen (Hillegersberg (thans gemeente Rotterdam), 14 januari 1882 – Barbados (Brits West-Indië), 1955) was een Nederlands kunstschilder.
Hij was leerling aan de Academie van Beeldende Kunsten in Rotterdam o.l.v. Alexander van Maasdijk. Zijn studiegenoten waren Marius Richters en Henri Boot. 
Van Yperen schilderde, aquarelleerde (ook gouaches), tekende en etste. Hij maakte portretten en nauwkeurig uitgewerkte stads- en dorpsgezichten, stillevens en landschappen. Hij werkte in Amsterdam (1933-1948), Zuid-Frankrijk (Nice, Marseille), op Trinidad en Barbados. Hij was lid van de kunstenaarsverenigingen De Onafhankelijken in Amsterdam en De Rotterdamse Kunstenaars Sociëteit. In 1948 vertrok Van Yperen naar Paramaribo. Later belandde hij op Trinidad, Barbados en de Bermuda’s. Hij gaf les aan M.A.R.M. Werners. 
Hij signeerde ‘van Yperen’ of ‘G.W. van Yperen’. Zijn werk werd  verhandeld door o.a. Kunstzaal Van Lier en Kunsthandel Reeker te Amsterdam. In het Stadsarchief van de Gemeente Amsterdam bevinden zich drie tekeningen: 'Rembrandtplein', 'Waterlooplein' en 'De Dam', alle uit 1939. Ook het Gemeentearchief Rotterdam bezit werk van Van Yperen.
- Biografisch Portaal: 20492986
- RKD-Nederlands Instituut voor Kunstgeschiedenis: 40939
- Union List of Artist Names: 500093097
- Virtual International Authority File: 96362903